# Хорологія (географія)
Хорологія (хорологічна концепція) — науковий напрямок в географії, основним задумом якого є розгляд об'єкта географії як простору, заповнюваного предметами і явищами, локальні зв'язки між якими мають причиново-наслідкову природу.

## Походження
Хоча причиново-наслідкові зв'язки між окремими географічними явищами на тій чи іншій території розглядалися ще в роботах античних і середньовічних вчених, як універсальна наукова концепція хорологія («просторова наука» або «наука про простори») з'явилася в середині XIX сторіччя. Александер фон Гумбольдт і Карл Ріттер розглядали географічні явище в їхньому взаємозв'язку один з одним і вперше поставили питання про пошук загальних законів існування географічної оболонки планети (включаючи в неї з деякими застереженнями і людське суспільство). Незважаючи на зібраний обома вченими багатий фактологічний матеріал і велику кількість прикладів, що доводять їхню правоту, власне науковою теорією хорологія тоді не була, оскільки висвітлення фактів проводилося з філософсько-феноменологічних поглядів.

### Творці географічної хорології
- Себастьян Мюнстер, Німеччина - "Horologiographia", 1533

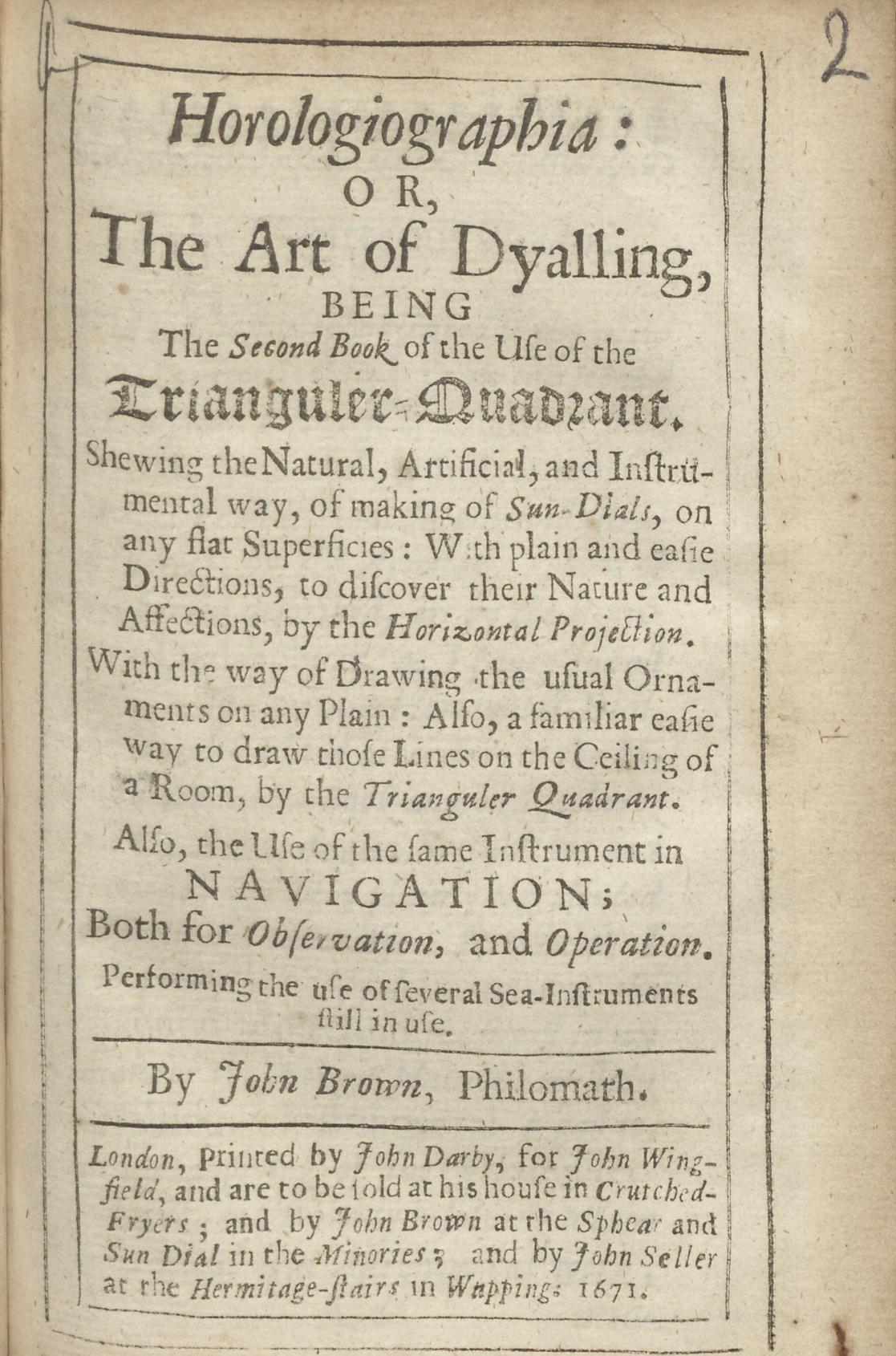
Томас Фел (Thomas Fale), Англія - "Horologiographia. The art of dialling..." (Хорологеографія. Мистецтво набору номера...), 1593.
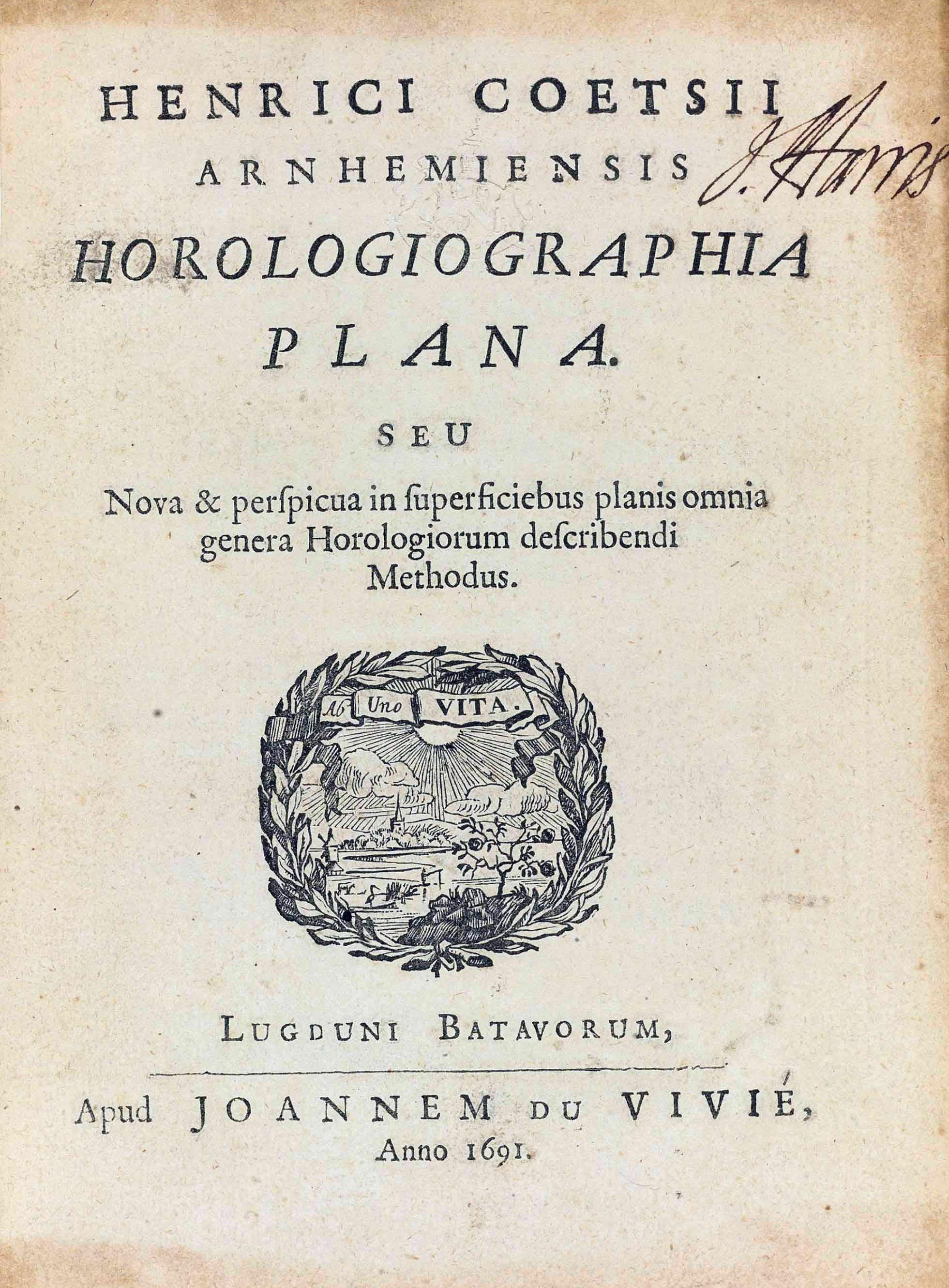
Гендрик Коетс (Hendrik Coets, 1670-1730), Нідерланди - "Horologiographia plana, seu nova & perspicua in superficiebus planis" (Нова та прозора домашня хорологеографія), 1691

## Хорологія Альфреда Геттнера
Нове прочитання хорологічна концепція набула в Альфреда Геттнера (1927). Геттнер вважав об'єктом вивчення географії земний простір з предметами і явищами, що заповнювали його і взаємодіяли між собою. Зв'язки між ними, згідно з Геттнером, мають ландшафтну, причиново-наслідкову природу. До подібних систем географічних об'єктів Геттнер відносив і людське суспільство. Окремі виняткові поєднання тих чи інших об'єктів і явищ на певній території призводять до появи географічних країн (хоросів, просторів), які є об'єктом вивчення країнознавства.

## Вплив на інші наукові напрями
Внаслідок дроблення географії на галузеві наукові напрями, що сталося на початку XX ст., хорологічні школа припинила існування. Основні ідеї хорології, тим не менш, були сприйняті низкою інших наукових напрямків. Школами-наступниками хорології вважаються класичне ландшафтознавство, поведінкова географія та школа просторового аналізу. Ідеї хорологічної концепції вплинули також на формування імажинальної географії.